# Tsáchila
Colorado (Tsáchila, Tsatchela), indijanski narod porodice barbacoan, nastanjen u šumama u zapadnom podnožju Anda u Ekvadoru, na teritoriju što se prostire uz rijeke Chihuepe, Baba, Tahuazo i Poste u provinciji Santo Domingo de los Tsáchilas, što je 2007. izdvojen iz jugoistočnog dijela provincije Pichincha. 
Ime Colorado dobili su prema svome običaju što kosu boje crvenom bojom achiote (Bixa orellana; poznata i kao urucu kod Tupi Indijanaca). Etničkam populacija iznosi oko 2.000
Colorado Indijanci su ribari i obrađivaći tla (posijeci-i-spali), a glavne kulture su banane, manioka, yam, kakao, kukuruz i još neke biljke. Ribari se uz pomoć otrova dobivenim od šumskog bilja. Izvorno su kao lovci koristili puhaljku, koju je danas zamijenila puška.
Život Colorada se od kasnog 20. stoljeća uveliko izmijenio utjecajem civilizacije, a oni što su ostali u šumama žive po raštrkanim obiteljskim kolibama koje nemaju zidova. Religija je mješavina šamanizma i rimokatoličanstva.
Jezik kojim govore Tsáchila naziva se tsafiqui.